# 前橋市立敷島小学校
前橋市立敷島小学校（まえばししりつ しきしましょうがっこう）は、群馬県前橋市にある公立小学校。

## 概要
群馬県内で4番目に開校された。

## 所在地
前橋市昭和町一丁目22番8号

## 沿革
- 1873年 勢多郡前橋向町橋林寺に第四番学校として設立される。その後、敷島小学校と改称される。[1]
- 1883年  向町に新校舎が完成する。
- 1884年 校名を東群馬郡第一小学校第三分校と改称する。
- 1886年 校名を南勢多郡第一尋常小学校と改称する。
- 1887年 校名を敷島尋常小学校と改称する。
- 1897年 国領村に新校舎完成。移転する。
- 1920年 現在地、萩小路に校舎新築移転する。
- 1929年 校舎が全焼する。
- 1930年 校歌を制定する。
- 1934年 旧校旗を採定する。
- 1935年 若宮尋常小学校新設に伴い、国領町、萩町が学区から外れる。
- 1941年 敷島国民学校と改称する。
- 1943年 プールが完成する。
- 1945年 前橋空襲があり、児童11名が死亡する。
- 1953年 岩神小学校新設に伴い、岩神町西が学区から外れる。
- 1960年 プールの大改修を行う。
- 1963年 開校記念日の歌ができる。
- 1968年 体育館を建設する。
- 1970年 新校旗を制定する。
- 1971年 新校舎（現校舎）の起工式が行われ、第1期工事完了する。
- 1972年 校舎第二期工事が完了する。
- 1973年 校舎第三期工事が完了する。
- 1995年 校舎改修工事第1期が完了する。
- 1996年 校舎耐震工事が行われる。
- 1997年 校舎改修工事第2期が完了する。
- 1998年 校舎改修工事第3期が完了する。
- 2010年 体育館耐震工事が行われる。
- 2011年 プール改修工事が行われる。

## 学区
設立当初の学区は向町、細ヶ沢町、岩神、萩、才川、国領の2町3大字であったが、その後の学区再編や住居表示による町名変更により、現在の学区は下記の10町となっている。
- 住吉町一丁目
- 住吉町二丁目[2]
- 平和町一丁目
- 平和町二丁目
- 岩神町二丁目の一部
- 昭和町一丁目
- 昭和町二丁目
- 昭和町三丁目
- 下小出町一丁目
- 下小出町二丁目の一部（国道17号線以西）

## 教育目標

### かしこく
- 自ら学ぶ意欲を持ち、主体的に学習できる子（自分の考えを大切にし、人の意見に耳を傾け、真剣に学ぶ子）[3]
- 学び方を身に付けた子
- 豊かな想像性を持つ子

### たくましく
- 心も体も健康な子
- 根気強く、頑張りのきく子
- 強い意志で最後までやりとげる子

### あたたかく
- 相手の立場がわかり、協力して助け合える子（他者へのあたたかい働きかけができる子）
- 人の役に立つことを進んで行う子

## 学校周辺
- 明和学園短期大学
- 群馬大学医学部
- 群馬大学病院

## 著名な出身者
- 石川浩司（シンガーソングライター、元「たま」）　※5年生で転入
- 大崎映晋（水中写真家、水中考古学者、海女文化研究家）